# Alfred Grünfeld

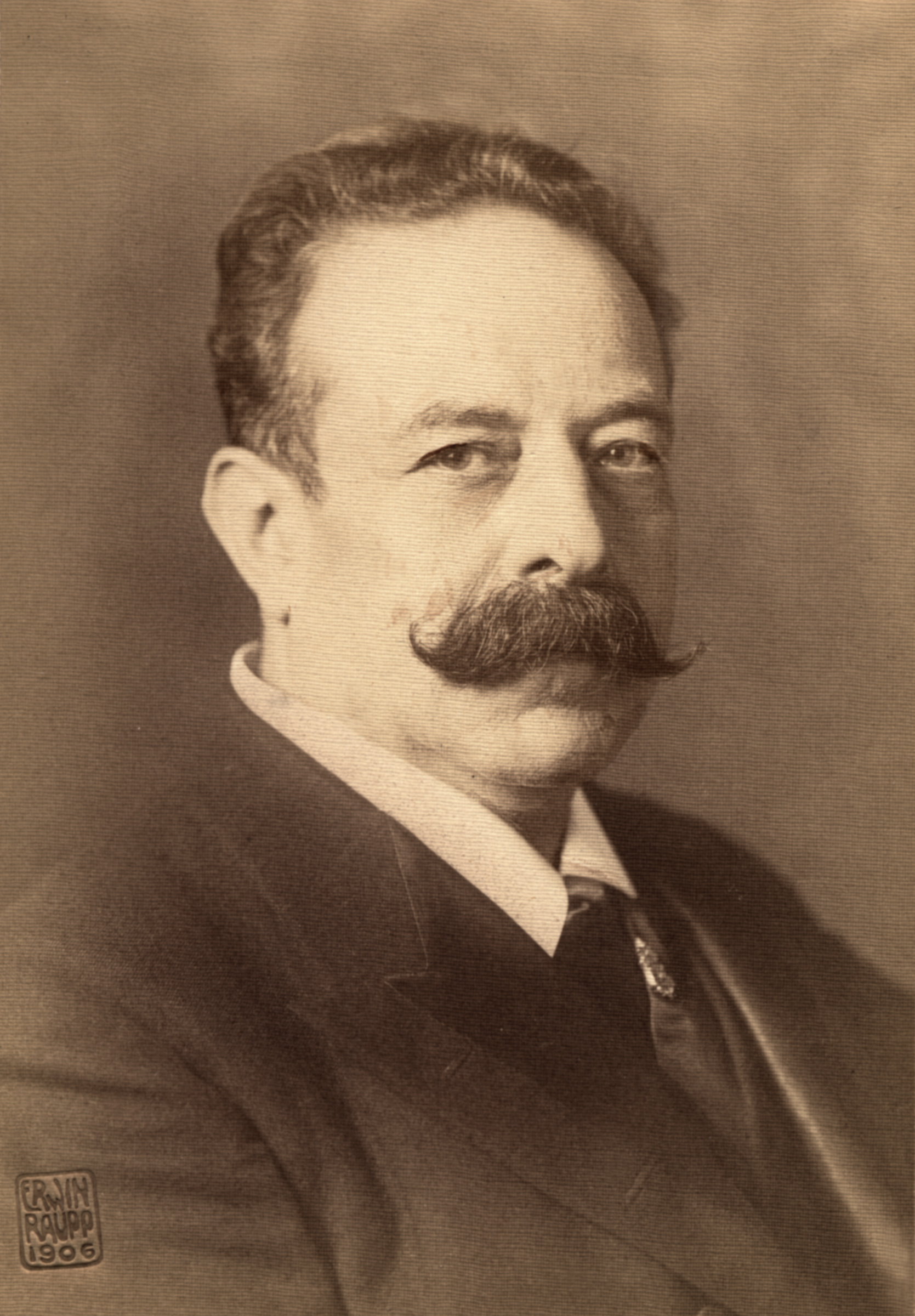
Alfred Grünfeld 1906

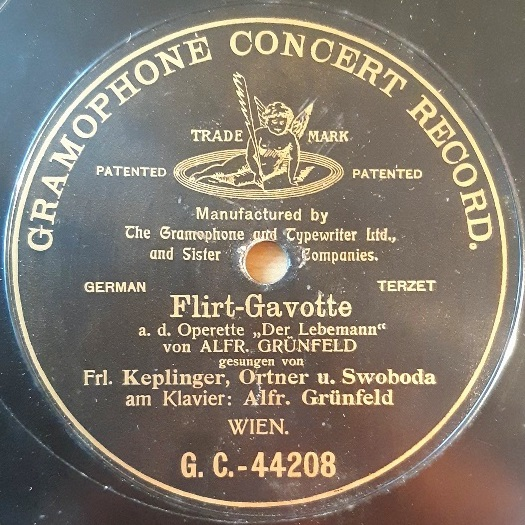
Schallplatte von Alfred Grünfeld (Wien 1903)

Alfred Grünfeld (* 4. Juli 1852 in Prag; † 4. Januar 1924 in Wien) war ein österreichischer Pianist, Komponist und Musikpädagoge.

## Leben

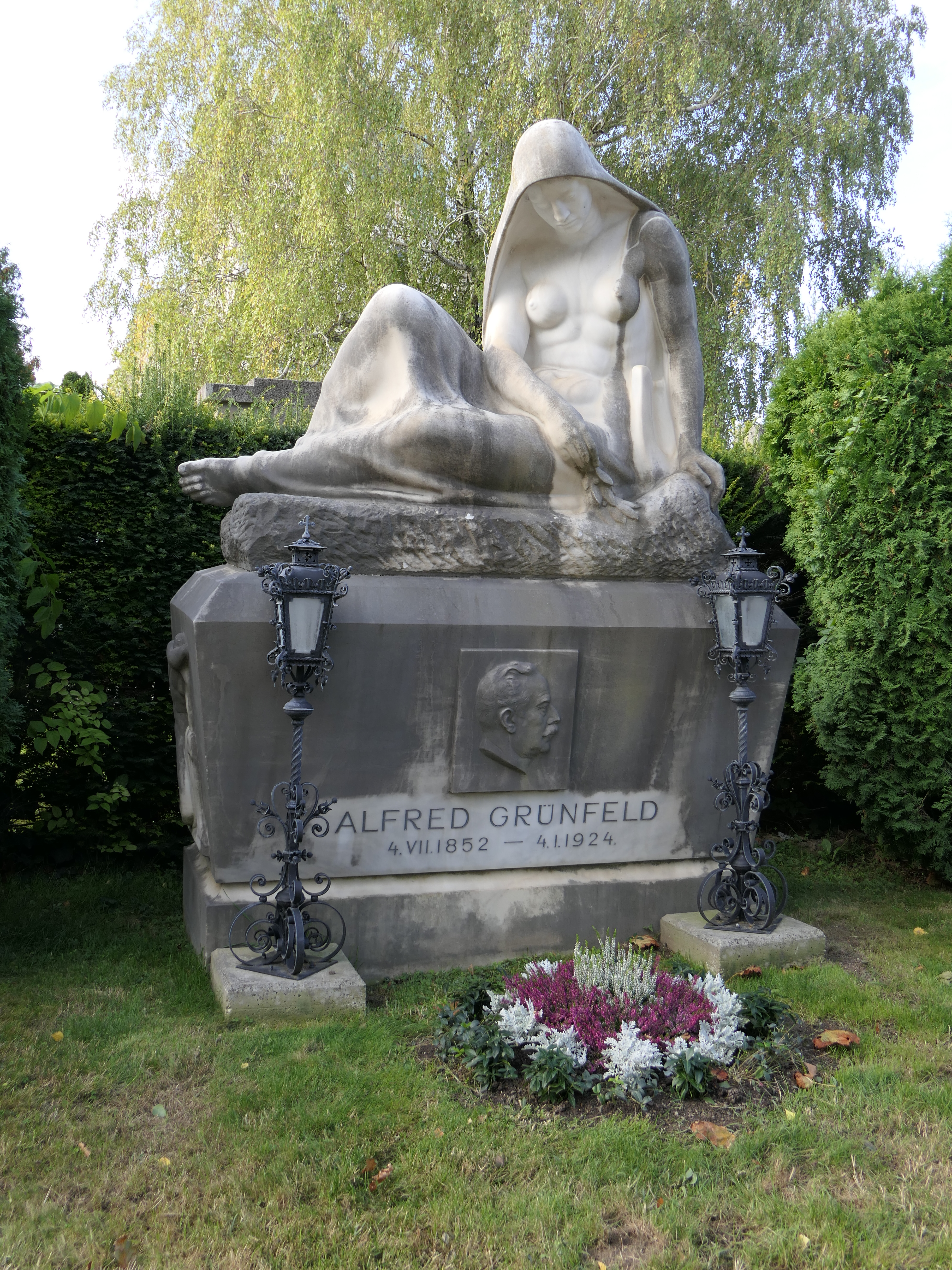
Grab von Alfred Grünfeld und seiner Schwester Emma

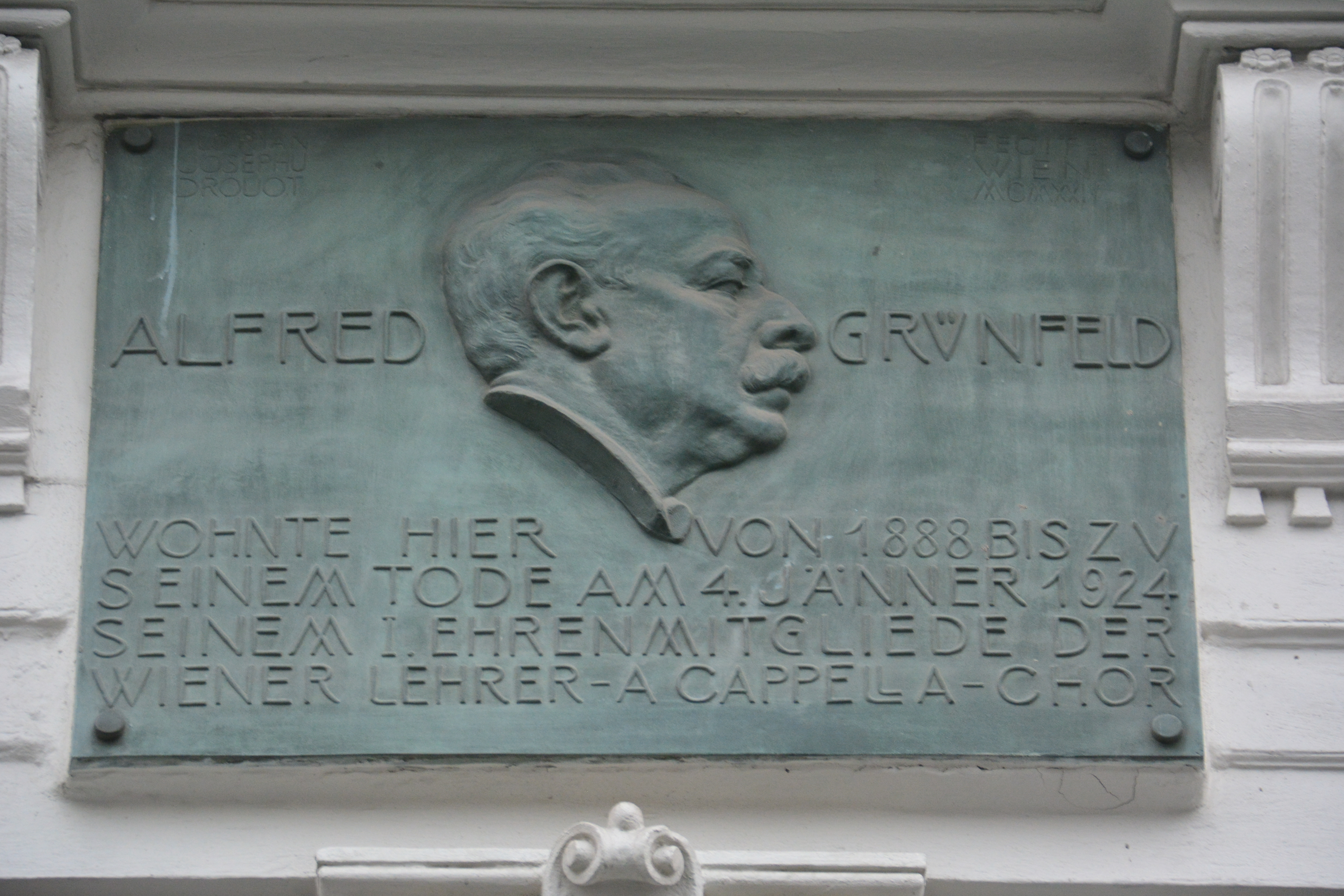
Gedenktafel für Alfred Grünfeld

Alfred Grünfeld war der Sohn eines Lederhändlers. Er erhielt seinen ersten Musikunterricht schon mit vier Jahren.
Alfred Grünfeld studierte bei Josef Krejčí am Prager Konservatorium und bei Theodor Kullak und J. T. Hoyer an der Neuen Akademie der Tonkunst in Berlin. 1873 ging er nach Wien, wo er den Titel „Kammervirtuose“ erlangte und als Professor am dortigen Neuen Wiener Konservatorium wirkte. Ab 1883 unternahm er zahlreiche Konzertreisen durch Europa und ab 1892 in die USA. Bekannt ist er vor allem durch den Vortrag seiner Konzertparaphrasen von Strauss-Walzern. Johann Strauss (Sohn) widmete ihm seinen Frühlingsstimmenwalzer Op. 410. Strauss gab Grünfeld üblicherweise die handschriftlichen Partituren seiner neuen Kompositionen mit der Bitte, sie ihm sogleich vorzuspielen, um zu hören, wie sie klangen.
Am bekanntesten ist wohl seine Konzertparaphrase über Johann Straußsche Walzermotive „Soirée de Vienne“, Op. 56, die auch heute noch gerne im Konzertsaal zum Erklingen gebracht wird und durch die prunkvoll-virtuose Ausschmückung des Werkes dem Pianisten einiges an Fingerfertigkeit abverlangt.
Sein Bruder Heinrich Grünfeld (1855–1931) war ebenfalls ein bekannter Komponist und Cellist. Seine Nichte Erna Grünfeld unterrichtete Klavier am Prager Konservatorium, zu ihren Schülern gehörte Ivan Moravec. 1902 steht im Tagebuch von Arthur Schnitzler, Grünfeld und Adele Strauss, die Witwe von Johann Strauss, würden in Kürze heiraten. Das wurde nicht Wirklichkeit.
Er ruht in einem Ehrengrab auf dem Wiener Zentralfriedhof (Gruppe 32 C, Nummer 2). Im Jahr 1925 wurde in Wien-Alsergrund (9. Bezirk) die Alfred-Grünfeld-Gasse nach ihm benannt. Oberhalb von Baden bei Wien erinnert im Wienerwald an der Alfred Grünfeld-Ruhe eine 1991 neu errichtete Gedenktafel an ihn. Diese, dem häufigen Gast Badens gewidmete Tafel war 1938 aus politischen Gründen zerstört worden.
Grünfelds Arbeitszimmer wurde von Emma Grünfeld noch zu ihren Lebzeiten dem Museum der Stadt Wien vermacht. Was im Wien Museum mit dieser Schenkung wurde, ist nicht bekannt.

## Werke (Auswahl)

### Werke für Klavier
- Tanz-Arabeske f. Pianoforte comp. v. Alfred Grünfeld. Op. 41
- Romanze f. d. Pianoforte comp. v. Alfred Grünfeld. Op. 42.
- Romance Op. 45, No. 1 (1896).
- Ungarische Fantasie: mit Benutzung von Nationalmotiven. Op. 55 (1912)
- Soirée de Vienne: Konzertparaphrase über Johann Straußsche Walzermotive (aus „Fledermaus“ u. a.). Op. 56.
- Walzer-Paraphrase über „Frühlingsstimmen Op. 410“ von Johann Strauss.
- Kaiser-Walzer (eingespielt von Konstantin Scherbakov (EMI))

### Oper und Operette
- Der Lebemann (The Man About Town). Operette in 3 Akten von Ludwig Fischl (1854–1918) und Alexander Landesberg. Musik von Alfred Grünfeld. UA 1903, Theater an der Wien.
- Die Schönen von Fogaras. Oper, UA Dresden. Komische Oper in 3 Akten. Zum Teil nach einem Novellenmotiv Kálmán Mikszáths (1847–1910) von Victor Léon. Musik von Alfred Grünfeld, 1907.

## Ehrungen
- Orden der Eisernen Krone (Österreich) III. Klasse
- Ritterkreuz des Franz-Joseph-Ordens
- Roter Adlerorden IV. Klasse
- Königlicher Kronen-Orden (Preußen) III. Klasse
- k. k. Kammervirtuose [4]
- Königlich preußischer Hofpianist [5]
- Osmanje-Orden III. Klasse[6]
- Bürger ehrenhalber der Stadt Wien [7]

## Hörbeispiel
- Gavotte in D von J. S. Bach, YouTube-Video

| Personendaten    | Personendaten                                         |
| ---------------- | ----------------------------------------------------- |
| NAME             | Grünfeld, Alfred                                      |
| KURZBESCHREIBUNG | österreichischer Pianist, Komponist und Musikpädagoge |
| GEBURTSDATUM     | 4. Juli 1852                                          |
| GEBURTSORT       | Prag                                                  |
| STERBEDATUM      | 4. Januar 1924                                        |
| STERBEORT        | Wien                                                  |